# Boeran (wind)
De boeran is een wind die waait over Oost-Azië, met name Xinjiang, Siberië en Kazachstan.
De boeran kent twee vormen. In de zomer is het een hete droge wind, die vaak zandstormen met zich meebrengt. Deze versie staat bekend als de “zwarte boeran”. In de winter is het een koude wind die vaak blizzards met zich meebrengt. En die zeer koude lucht aanvoert, en sneeuw doet opdwarrelen. Deze versie heet ook wel de “witte boeran”.
Het Russische ruimteprogramma heeft een spaceshuttle naar deze wind vernoemd. Zie Boeran.